# Raúl Macías
Raúl Macías Guevara, né à Mexico le 28 juillet 1934 et mort le 23 mars 2009, est un boxeur mexicain qui remporte en 1955 le titre de champion poids coqs de la National Boxing Association, organisme précurseur de la World Boxing Association. Son record en tant que boxeur professionnel est de 41 victoires, dont 25 victoires avant la limite, et seulement 2 défaites.

## Carrière professionnelle
Son premier combat professionnel a lieu le 10 novembre 1952. Moins d'un an plus tard, le 17 octobre 1953, il remporte le titre national des poids coqs. Le 9 mars 1955, il remporte le titre NBA en battant le thailandais Chamrern Sonkitrat par KO à San Francisco. Macías conserve ce titre face à Leo Espinosa en 1956 puis Dommy Ursua le 15 juin 1957. Le 6 novembre suivant, il est battu à Los Angeles par le français Alphonse Halimi,.